# 187 a.C.
Il 187 a.C. (CLXXXVII a.C. in numeri romani) è un anno  del II secolo a.C.

## Eventi
- Completamento della via Emilia. Collega Rimini a sud del Rubicone fino a Piacenza.

## Morti
- 3 luglio - Antioco III, sovrano